# Dragan Dekaris
Dragan Dekaris , hrvatski akademik.
Redoviti je član Hrvatske akademije znanosti i umjetnosti.